# Черчилль идёт на войну
«Че́рчилль идёт на войну́» (англ. Churchill: The Hollywood Years) — британская комедийная пародия 2004 года на фильмы «Ю-571» и «Пёрл-Харбор» о Второй мировой войне. В главных ролях: Кристиан Слейтер, Нив Кэмпбелл, Миранда Ричардсон и Энтони Шер.

## Сюжет
Уинстон Черчилль — американский супермен. Голливудские боссы решают экранизировать историю жизни знаменитого британского премьер-министра Уинстона Черчилля, но обнаруживают, что реальная фигура толстого Черчилля выглядит слишком отталкивающе для американских зрителей. Тогда создатели фильма решают заменить исполнителя главной роли на мужественного красавца.

## В ролях
| Актёр             | Роль                   |
| ----------------- | ---------------------- |
| Кристиан Слейтер  | Уинстон Черчилль       |
| Нив Кэмпбелл      | принцесса Елизавета II |
| Миранда Ричардсон | Ева Браун              |
| Энтони Шер        | Адольф Гитлер          |
| Гарри Энфилд      | Георг VI               |
| Джессика Ойелоуо  | принцесса Маргарет     |
| Генри Гудман      | Франклин Рузвельт      |
| Джон Калшоу       | Тони Блэр              |
| Романи Малко      | Дензил Эйзенхауэр      |
| Дэвид Шнайдер     | Йозеф Геббельс         |
| Фил Корнуэлл      | Мартин Борман          |
| Стивен О’Доннелл  | Герман Геринг          |
| Джон Фабиан       | Виктор Сильвестр       |
| Рик Мэйолл        | Бакстер                |
| Боб Мортимер      | Поттер                 |
| Вик Ривз          | Бендл                  |
| Лесли Филлипс     | лорд В’рафф            |
| Маккензи Крук     | Джим Джим Чару         |

## Критика
Филип Френч, писавший для The Observer, назвал фильм «безвкусной комедией». Питер Брэдшоу в The Guardian дал ему 3 звезды из 5 и сказал: «В фантазиях Питера Ричардсона есть что-то забавное». Нев Пирс на веб-сайте BBC раскритиковал фильм, заявив: «К сожалению, Питера Ричардсона постигла участь многих сатириков; пытаясь высмеять плохие фильмы, он просто снял плохой фильм».